# Peülla

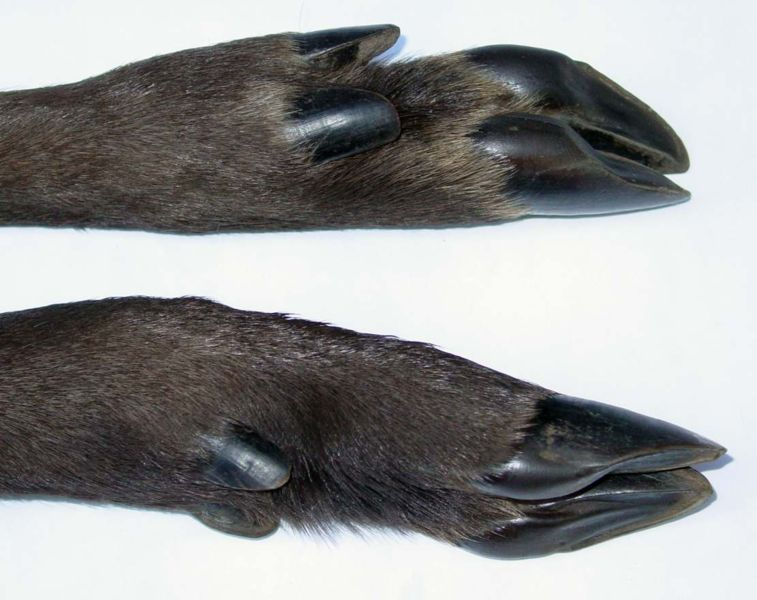
Unglot d'un cabirol.

Una peülla, peüngla, unglot o pujola és la punta dels dits de les potes d'un mamífer ungulat, tant en el cas d'artiodàctils com de perissodàctils, enfortida per una capa gruixuda de queratina, que protegeix del desgast causat per la marxa. La peülla consisteix en una sola dura o gomosa, i una paret dura formada per una ungla gruixuda que envolta la punta del dit. El pes de l'animal és suportat per la sola i per la vora de l'ungla. Les peülles creixen contínuament i són constantment desgastades per l'ús.
La majoria d'artiodàctils (com les ovelles, cabres, cérvols, vaques, bisons i porcs) tenen dues peülles principals a cada pota, que conjuntament reben el nom unglot. Al País Valencià, la peülla del porc també rep el nom de piteu. La majoria d'animals amb unglot també tenen unes petites urpes més amunt de la pota.